# Jiří Fried
Jiří Fried (1. března 1923 Prachatice – 13. září 1999 Prachatice) byl český spisovatel, scenárista a dramaturg.

## Život
Po maturitě na gymnáziu v Písku (1942) působil jako úředník Českomoravského filmového ústředí. V roce 1946 začal studovat na Filozofické fakultě Univerzity Karlovy dějiny umění a estetiky,[zdroj?] studium však nedokončil. Nastoupil jako dramaturg do Československého státního filmu. V roce 1959 nastoupil do nakladatelství Československý spisovatel. Nejprve zde byl redaktorem, nakonec to dotáhl až do funkce náměstka ředitele. V roce 1967 byl na IV. sjezdu Svazu československých spisovatelů, jenž je vnímán jako předzvěst pražského jara, zvolen za člena jeho ústředního výboru.

## Dílo
Debutoval básnickou sbírkou Rozsvícená okna (1954), ale přešel k próze. Z jeho próz měla největší čtenářský i kritický ohlas Časová tíseň (1961). Další prózy, ač si zachovaly vysokou literární úroveň, již takovou pozornost nevzbudily: Abel (1966), Pověst (1966), Hobby (1969). Prosadil se ale nejdříve ve filmu, je autorem filmových scénářů: O ševci Matoušovi (1948), Svědomí (1949), Morálka paní Dulské (1959), Zkouška pokračuje (1959), Hvězda zvaná Pelyněk (1964). Po roce 1970 prózu nemohl publikovat, proto psal v tomto období zejména televizní scénáře, včetně epizod seriálu 30 případů majora Zemana Pán ze Salcburku a Dáma s erbem.
Po roce 1989 vyšel jeho román pro děti Léto v Altamiře (1992), který autor rozepsal již v druhé půli 60. let, ale za daných kulturně politických okolností k jejímu vydání v té době nedošlo. Povídky publikované v souboru Síla osudu a jiné prózy Fried před smrtí zrevidoval a připravil k vydání pod názvem Baroko a jiné zprávy. 
Jiří Fried též překládal z francouzštiny. Knižně vyšla jeho korespondence s básníkem Janem Skácelem (2001, uspořádal Jiří Opelík). Diplomovou práci o této korespondenci napsala Hana Kačerová.